# 아나 앙케르

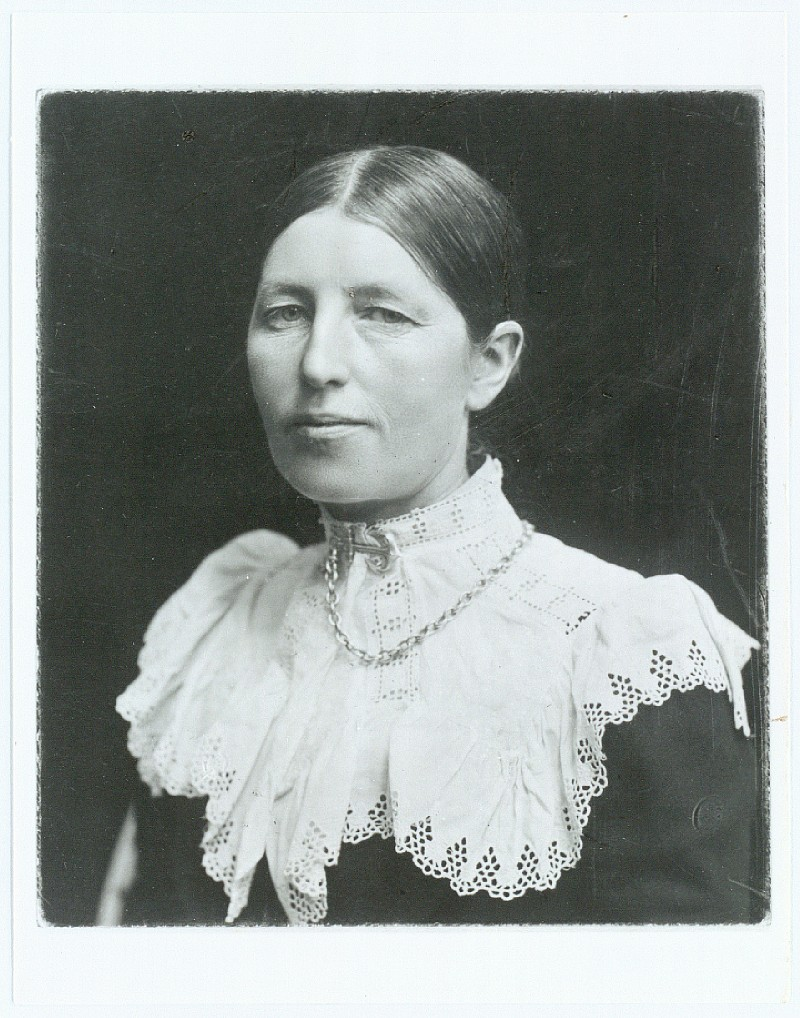
아나 앙케르

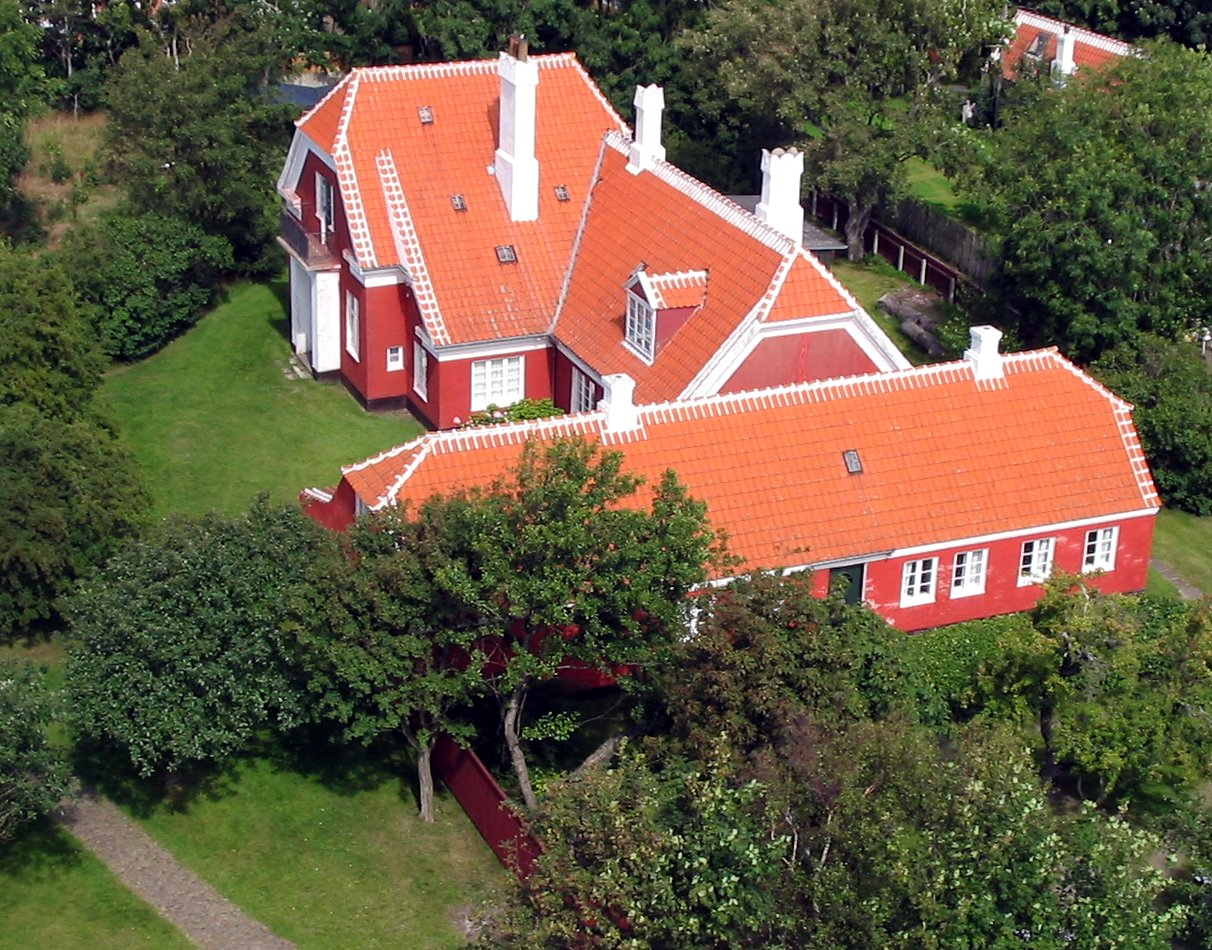
스카겐에 위치한 아나 앙케르-미카엘 앙케르 부부의 저택

아나 앙케르(덴마크어: Anna Ancher, 본명: 아나 크리스티네 브뢰눔(Anna Kirstine Brøndum), 1859년 8월 18일 ~ 1935년 4월 15일)는 덴마크의 화가이다.

## 생애
덴마크 윌란반도 북부에 위치한 스카겐(Skagen)에서 브뢰눔스 호텔(Brøndums Hotel)을 경영하던 에리크 안데르센 브뢰눔(Erik Andersen Brøndum)과 그의 아내인 아네 헤드비 묄레르(Ane Hedvig Møller)의 딸로 태어났다. 스카겐의 화가들이 브뢰눔스 호텔을 이용했기 때문에 그의 그림 또한 스카겐의 화가들의 영향을 받게 된다.
코펜하겐 빌헬름 퀸(Vilhelm Kyhn) 미술대학에서 3년 동안 회화를 배웠으며 프랑스 파리에서는 마리 크뢰위에르(Marie Krøyer)와 함께 피에르 퓌뷔 드 샤반(Pierre Puvis de Chavannes)의 화실에서 회화를 배웠다. 덴마크로 귀환한 이후에는 그림 작업을 계속했고 1880년에는 스카겐에서 활동하던 화가인 미카엘 앙케르(Michael Ancher)와 결혼했다. 1883년에는 딸인 헬가 앙케르(Helga Ancher)를 출산했다.
과거의 덴마크 사회에서는 결혼한 여자가 집안일에만 전념해야 한다는 사회적인 압력이 있었지만 아나 앙케르는 그림 작업과 집안일을 성공적으로 병행했다. 아나 앙케르의 그림은 스카겐의 주민들(특히 어부, 여자, 어린이)의 일상생활, 가구들을 소재로 한 경우가 많은 편이며 빛과 색의 결합에 관한 탐구를 반영한 것이 특징이다. 1913년에는 덴마크 정부로부터 과학 예술 훈장을 받았다.
1967년에는 아나 앙케르-미카엘 앙케르 부부가 거주하던 저택이 박물관으로 개조되었다. 1997년에 발행된 덴마크의 1,000 크로네 지폐에는 아나 앙케르-미카엘 앙케르 부부의 초상화가 그려져 있다.